# Георг Тракъл (награда за поезия)
Литературната награда за поезия „Георг Тракъл“ (на немски: Georg-Trakl-Preis für Lyrik) е учредена през 1952 г. от град Залцбург и от федералната провинция Залцбург. Присъжда се на кръглите годишнини от рождението и кончината на поета Георг Тракъл (1887-1914).
Отличието се дава на поети, които пишат на немски език или на австрийски граждани и на родени в бившата Австро-Унгарска империя, които трайно пребивават в Австрия.
Целта наградата, която възлиза на 8000 €, е да почете цялостното творчество на лауреата.
Допълнително може да се учреди поощрителна награда за залцбургски автори в размер на 3000 €.
От 1993 г. в годините, които не съвпадат с рождението и кончината на Георг Тракъл, се присъжда Залцбургска награда за поезия, възлизаща на 3000 €.

## Носители на наградата (подбор)
- Вилхелм Сабо, Кристине Буста и Кристине Лавант (1954)
- Кристине Лавант (1964)
- Ернст Яндъл (1974)
- Фридерике Майрьокер и Райнер Кунце (1977)
- Илзе Айхингер (1979)
- Кристоф Мекел (1982)
- Курт Клингер (1984)
- Алфред Колерич (1987)
- Ханс Раймунд (1994)
- Гюнтер Кунерт (1997)
- Андреас Окопенко (2002)
- Франц Йозеф Чернин (2007)
- Елке Ерб (2012)
- Освалд Егер (2017)